# Recopa Mineira de 2023
A Recopa Mineira de 2023 foi a terceira edição e última desse torneio de futebol que era realizado anualmente, desde 2021 pela Federação Mineira de Futebol. Foi disputado entre o Athletic Club (campeão do Campeonato do Interior) e o Democrata GV (campeão da Taça Inconfidência) no dia 14 de janeiro de 2023 (sábado), em São João del-Rei, na Região Geográfica Intermediária de Barbacena.

## Premiação
| Recopa Mineira de 2023        |
| Brasil                        |
| ----------------------------- |
| Athletic Campeão (1.º título) |